# دوار قفص سنجابي
دوار قفص سنجابي في الهندسة الكهربائية (بالإنجليزية:squirrel-cage rotor) هو نوع عضو دوار في محرك كهربائي يستخدم كثيرا في المحركات الكهربائية المعتادة التي تعمل بالتيار المتردد وتسمى محرك حثي. ويتكون العضو الدوار هنا من أسطوانة من الحديد محاطة بقفص من النحاس أو الألمونيوم، منغرس في الأسطوانة الحديدية. يسمى المحرك الكهربائي الذي يعمل بدوار قفصي «محرك قفص سنجابي».

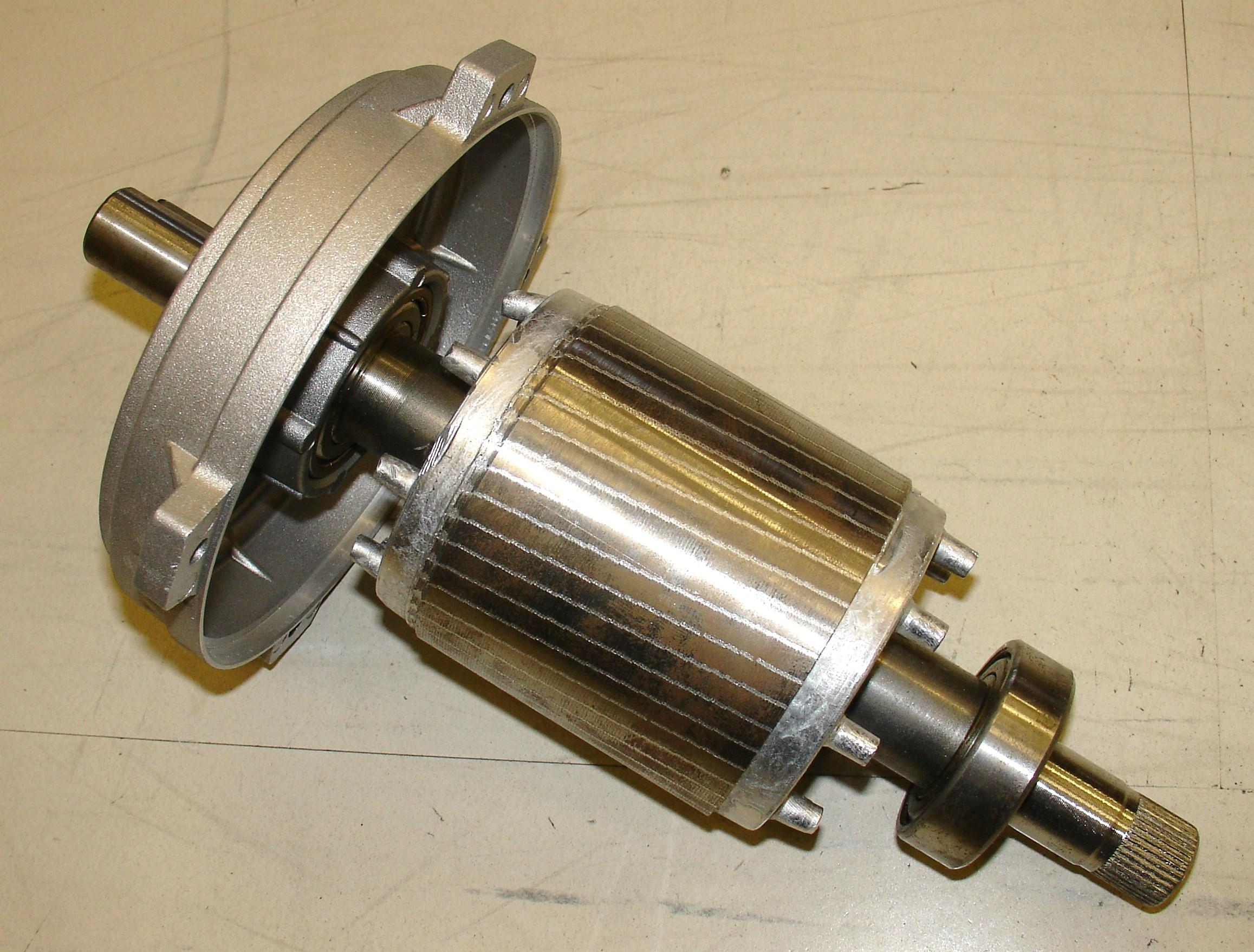
دوار قفصي سنجابي.

## تكوينه

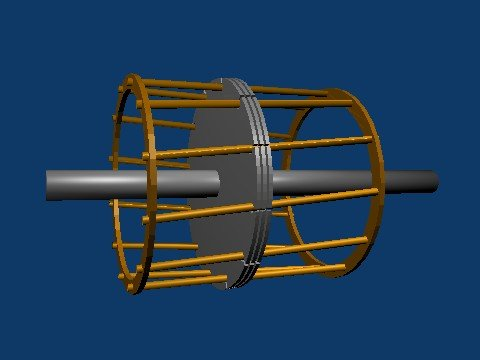
دوار قفصي سنجابي يبين ثلاثة (شرائح حديدية فقط للتوضيح)

يتكون العضو الدوار القفصي من اسطوانة حديدية ذات محور. يوجد داخل الأسطوانة قضبان طوليا موصلة للتيار الكهربائي - وهي من الألمونيوم أو النحاس - وهي منغرسة في الاسطوانة الحديدية وتمسكها عند قاعدتي الأسطوانة حلقتان موصلتا أيضا للتيار - بهذ يتكون الشكل القفصي السنجابي.
وفي الواقع لا تبنى الأسطوانة الحديدية من الحديد المصمت، وإنما تتكون من عدد كبير من أقراص أو شرائح حديدية متراصة، سمك الشريحة 0,5 مليمتر. هذا التكوين يمنع تكون دوامات تيارات كهربائية داخل الحديد تضيع من فاعلية التيار الكهربائي (أنظر الشكل).
عدد شقوق الدوار تكون أقل من عدد الشقوق في العضو الساكن حتى لا يحدث توقف للمحرك بسبب توافق مغناطيسي بين مغناطيسية العضو الثابت والعضو الدوار عند بدء التشغيل. 

## طريقة عمله
ينشأ كالعادة حقل مغناطيسي دوار في ملفات العضو الساكن، هذا الحقل المغناطيسي الدوار يحث في قفص الدوار منتجا جهدا كهربائيا. بالتالي يسير تيار كهربائي في قضبان القفص متسببة في نشأة مجالا مغناطيسيا. 
```
تتغير التيارات الكهربائية الناشئة (بالحث) في هيئة 
موجية جيبية
. فييتفاعل المجال المغناطيسي الدوار للعضو الثابت مع المجال المغناطيسي للقفص فيدور العضو القفصي.
```

بزيادة سرعة الدوران ينخفض جهد الحث في العضو الدوار، وبالتالي ينخفض التيار المار في قضبان الدوار. كما تنخفض المقاومة الكهربائية للعضو الدوار مما يؤدي إلى تصغير انزياح الطور بين جهد القفص والتيار المار فيه.

## النظرية

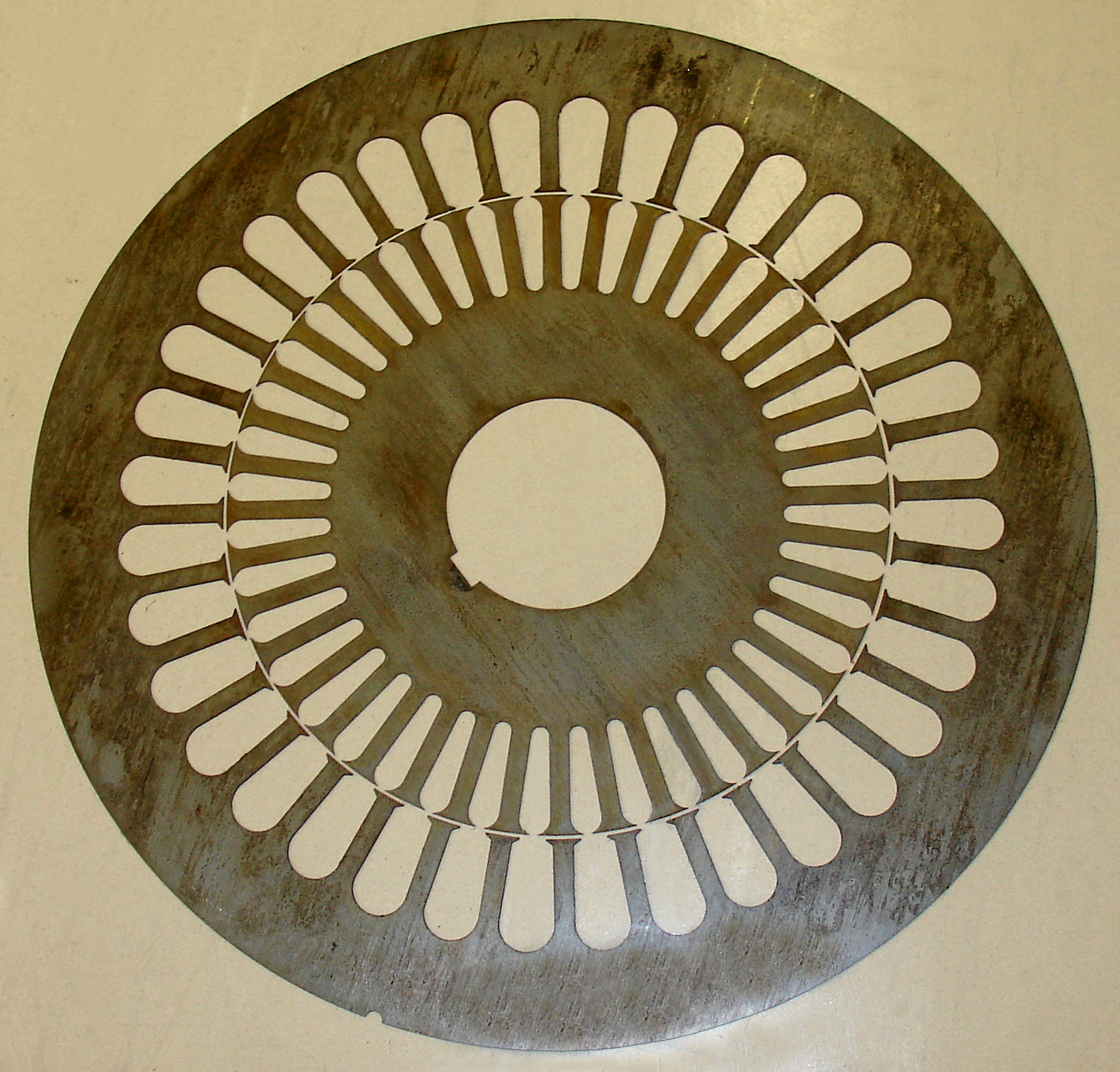
شرائح العضو الساكن (إلى الخارج) وشرائح العضو الدوار.

تُنشيء ملفاتُ العضو الثابت في المحرك حقلا مغناطيسيا دوارا تتخلل العضو الثابت. وينتج عن الحركة النسبية بين الحقل والعضو الدوار تيار كهربائي بالحث المغناطيسي في قفص الدوار. تلك التيارات المارة في قضبان العضو الدوار تتفاعل مع الحقل المغناطيسي للعضو الساكن وتنشأ قوة عمودية على القضبان مُمَاسه لسطح أسطوانة الدوار وتجبره على الدوران.
يدور العضو الدوار مع دوران الحقل المغناطيسي للعضو الساكن ولكن بسرعة أقل. يسمة هذا الفرق في السرعتين «انزلاق» يسمى 
slip وهو يزيد بزيادة الحمولة المتصلة بمحور العضو الدوار.
في العادة لا تكون القضبان مُوازِية تماما مع محور العضو الدوار، وإنمنا تكون منحرفة قليلا وهذا يقلل من الضوضاء الناشئة عن الدوران، كما تقلل من بعض تغيرات في عزم الدوران قد تحدث عند سرعات معينة بسبب تفاعل بين القضبان وأقطاب العضو الثابت. يحدد عدد قضبان القفص تأثير مجالها على ملفات العضو الثابت وبالتالي تؤثر على التيارات الكهربائية المارة فيه. والتكوين المناسب الذي يقلل من ذلك الـتأثير المعكوس هو أن يكون عدد قضبان القفص عددا فرديا.
وظيفة القلب الحديدي للعضو الدوار هي تقوية المجال المغناطيسي داخل الدوار. ونظرا لأن المجال المغناطيسي في الدوار يتغير زمنيا (كموجة جيبية) فيشكل قلب العضو الدوار مثلما يشكل القلب في محول كهربائي لخفض فاقد الطاقة. ويصنع من شرائح بينها مادة عازلة كهربائيا بحيث تقلل من التيارات الدوامية المتخللة للقلب الحديدي. 
تصنع الشرائح من الحديد المحتوي على قليل من الكربون وكثير من السيليكون، تلك السبيكة تتميز بمقاومة كهربائية أعلى كثيرا عن مقاومة الحديد النقي، فتعمل على خفض التيارات الدوامية فيه. كما تقلل مقاومته المغناطيسية وتقلل التلاكؤ.
يستخدم نفس هذا التصميم ساسي في المحرك الكهربائي الذي يعمل بطور واحد والمحرك الذي بستخدم تيار ثلاثي الأطوار على اختلاف أحجامها وقوتها. وبصفة عامة يكون لقضبان القفص السميكة عزم دوران أقوي وتكون مناسبة عند انزلاق بسيط، حيث أنها. وعندما يزداد «الانزلاق» (اختلاف سرعة دوران الحقل عن سرعة دوران العضو الدوار)، فيبدأ تأثير الجلدي في خفض العمق الفعال (للكهرباء والمغناطيسية)، وتزداد المقاومة الكهربائية مما يقلل من الكفاءة، ولكن يستمر عمل المحرك.

## اقرأ أيضا
- محرك كهربائي
- محرك متزامن
- آلة تيار ثلاثي الأطوار
- محرك تيار ثلاثي الأطوار
- تيار أحادي الطور
- دارة نجمية
- تيار ثلاثي الطور
- عدد أزواج الأقطاب
- طور الموجة
- تيار متردد
- آلة قطب ذراعي
- مكثف (كهرباء)